# Регіональні вибори в Умбрії (2019)
Регіональні вибори в Умбрії відбулися 27 жовтня 2019 року. Вибори призначені для всіх 20 членів Законодавчих зборів Умбрії, а також для президента регіону, який також є членом Ради.

## Виборча система
Кандидат, який отримав більше голосів на регіональному рівні, обирається президентом Умбрії, а перемігша коаліція отримує 60 % місць у Законодавчих зборах, тобто 12 місць, за винятком місця, відведеного Президенту. Усі інші кандидати в президенти, які не були обрані, але пройшли по спискам або коаліціям, автоматично обираються до Законодавчих зборів.
Розподіл місць коаліціями та списками здійснюється пропорційно, використовуючи метод найбільшого залишку з відкритими списками, з порогом 2,5 % для всіх списків і з максимальним обмеженням 10 місць, доступним для одного списку.
Кожен кандидат в президенти не може витратити більше 100 000 євро, кожен кандидат в регіональний раду не може витратити більше 25 000 євро, а кожен список не може витратити більше 1 євро, помножене на кількість жителів регіону.

## Кандидати

### Лівоцентристи
Демократична партія після скандалу в регіоні вирішила, що хочуть підтримати незалежного кандидата.
Серед цивільних списків, з якими вони спочатку співпрацювали для розробки програми, були Рух ідей та діяння, просунутий президентом Альянсу італійських кооперативів Умбрії Андреа Фора та професор Перудського університету Лука Ферруччі, Маріо Стірати, мер Губбіо, і нарешті Території Умбрії Стефанія Проєтті, мер Ассізі та радник Тоді Флоріано Піцчіні. Андреа Фора нарешті вирішив формалізувати свою готовність кандидатом у президенти лівоцентристської коаліції, підтриманою Демократичною партією та другорядними списками, створивши деяке невдоволення лівих, спровокувавши відмову від Л'Альтри Умбрії, списку, просуваного партією комуністичного відродження.

### Правоцентристи
Як і те, що сталося на останніх регіональних виборах у П'ємонті, правоцентристи місяцями не могли дійти згоди щодо кандидата в президенти. Маттео Сальвіні з Ліги, одразу після скандалу зі здоров'ям, запропонував на посаду президента Донателлу Тесей, сенатора Ліги та колишнього мера Монтефалько, яку також підтримала нова партія «Камбіамо» Джованні Тоті , тоді як Фрателлі д'Італія наполягав на фігурі Марка Скварта, керівника групи при обласній раді Умбрії. Третю кандидатуру, Андреа Роміті, мер Перуджі, висунув Франческо Калабрезе, просуваючи список Проекту Умбрія, але його негайно відхилили три сторони, уточнивши, що проходить не більше чотирьох списків на пост Президента.

### Рух п'яти зірок
Рух п'яти зірок ще не розпочав онлайн-праймеріз щодо обрання кандидата в президенти. У липні колишній кандидат на пост президента регіону Умбрія на попередніх виборах та виїзний регіональний радник з Умбрії Андреа Лібераті заявив, що не буде виступати кандидатом у президенти від М5С. Кандидатами на пост президента регіону Умбрія від M5S могла бути колишня євродепутатка Лаура Агея, від Читта-ді-Кастелло, лікар Джино Ді Манічі Проєтті, кандидат на виборах 2018 року в одномандатному окрузі Умбрія — 02 та регіональний радник у відставці Марія Грація Карбонарі.
За часів формування нового уряду між ПД та М5С як уповноважений ПДР в Умбрії Вальтер Веріні, так і незалежний кандидат від лівого центру Андреа Фора виявили зацікавленість у виборчому союзі між ПД та М5С на регіональних виборах в Умбрії, але деякі члени палати депутатів у справах М5С висловилися проти того, що виборчий альянс між ПД та М5С буде «передчасним».

### Інші кандидати
Серед інших кандидатів Клаудіо Річі, колишній кандидат у президенти Центру на регіональних виборах 2015 року та виїзний регіональний радник Умбрії, оголосив свою кандидатуру незалежним кандидатом з трьома громадянськими списками, а Комуністична партія оголосила кандидатуру колишнього члено профспілки CGIL Россано Рубіконді та колишній генерал Антоніо Паппалардо заявив, що буде балотуватися від помаранчевих жилетів, натхненний рухом Жовті жилети у Франції.

## Партії та кандидати
- Лівоцентристська коаліція — Вінченцо Біанконі
  - Демократична партія
  - More Europe
  - Територія Умбрія — Громадянська Федерація
  - Ліві за майбутнє Умбрії
- Правоцентристська коаліція — Донателла Тесей
  - Північна ліга Умбрії
  - Вперед, Італія (2013)
  - Брати Італії
  - Давайте змінимось
- Рух п'яти зірок — TBA
- Річчі для президента — Клаудіо Річчі
  - Громадянська Італія
  - Пропозиція Умбрії з Річчі
- Інша Умбрія — TBA
- Комуністична партія — Россано Рубіконді
- Помаранчеві жилети — Антоніо Паппалардо

## Опитування
| Дата                   | Хто проводить    | Кількість дільниць у вибірці | Кількість респондентів | Донателла Тесей | Франческа Ді Маоло | Зіпсували бюлетень |
| ---------------------- | ---------------- | ---------------------------- | ---------------------- | --------------- | ------------------ | ------------------ |
| 16 вересня 2019 року   | Piepoli          |                              |                        | 34 %            | 26 %               | —                  |
| 23 листопада 2015 року | Election results |                              |                        | 14.0 %          | 35.8 %             | —                  |